# キンメリア (小惑星)
キンメリア (1307 Cimmeria) は、小惑星帯の小惑星である。グリゴリー・ネウイミンがウクライナ（当時はソビエト連邦）クリミア半島のシメイズ天文台で発見した。
古代のウクライナに住んでいたキンメリア人に因んで名付けられた。